# Philomel (Schiff, 1891)
Die sechste HMS Philomel der Royal Navy war ein Geschützter Kreuzer 3. Klasse. Sie gehörte zu vier Nachbauten der für die Australian Auxiliary Squadron entwickelten Pearl-Klasse. Bis 1913 diente sie in der Royal Navy auf verschiedenen Auslandsstationen. 1913 war sie als letzter der neun Kreuzer dieser Klasse noch im aktiven Flottendienst. Die Philomel wurde dann nach Neuseeland verkauft, wo sie als seegehendes Ausbildungsschiff den Aufbau einer eigenen Flotte einleiten sollte.
Der kurz nach ihrer Indienststellung für diese Aufgabe ausbrechende Erste Weltkrieg brachte andere Aufgaben. Im August 1914 nahm sie an der Besetzung der deutschen Kolonie Samoa teil und wurde dann in den Mittleren Osten gesandt. Im Februar 1915 unterstützte sie Landungen in der südlichen Türkei, verlegte dann in das Rote Meer und schließlich in den Persischen Golf. Sie war das erste neuseeländische Kriegsschiff im Einsatz. 1917 wurde sie nach Neuseeland entlassen, wo sie abgerüstet wurde. Ab 1922 war sie in der Marinebasis in Auckland verankert und bezeichnete das Ausbildungszentrum und das Depot der New Zealand Division der Royal Navy, wurde aber erst 1947 endgültig gestrichen.

## Baugeschichte

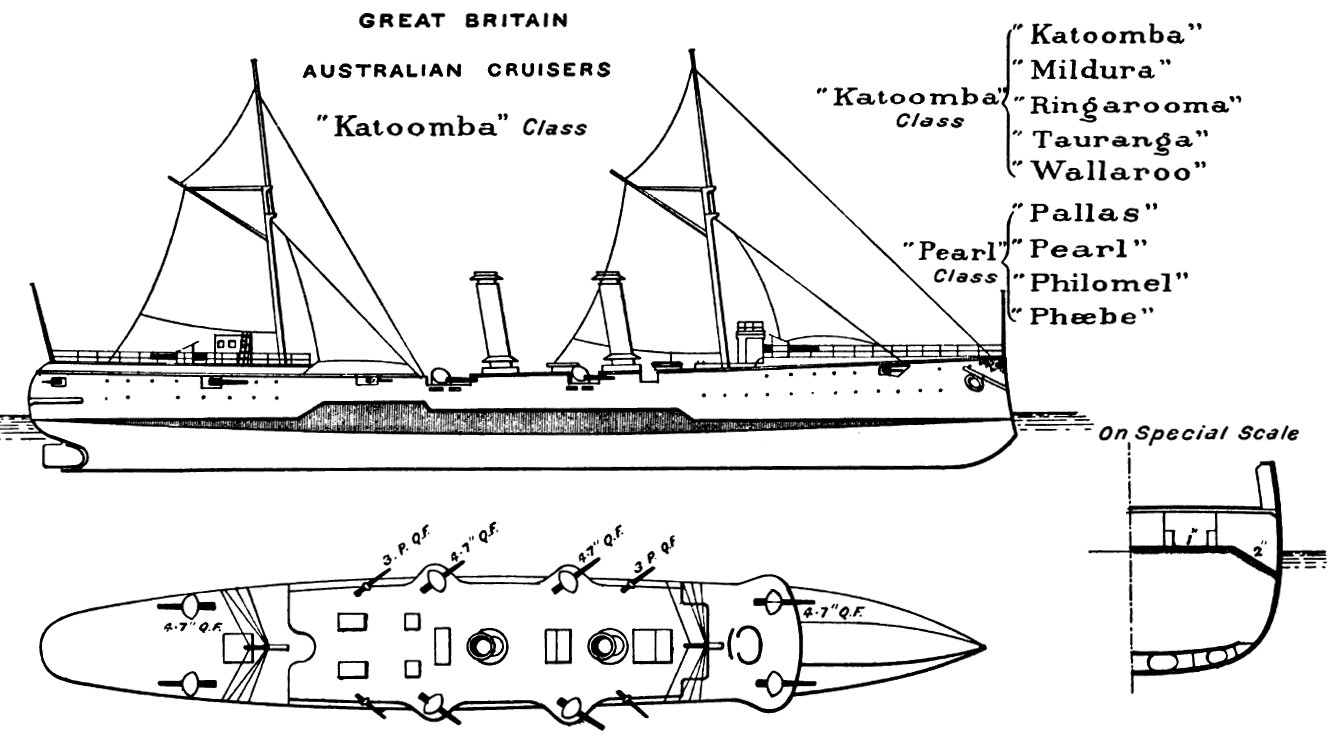
Plan der Pearl-Klasse aus Brassey's Naval Annual, 1897

1888 waren Bauaufträge für fünf Kreuzer der Pearl-Klasse an die Armstrong-Werft in Elswick und die Werft von J. &  G.  Thomson in Clydebank ergangen, welche die 1887 beschlossene Australian Auxiliary Squadron bilden sollten.
Von diesen Kreuzern 3. Klasse, die Sir William White entworfen hatte, wurden insgesamt neun Schiffe gebaut, da im Rahmen des britischen Flottengesetzes von 1889 vier weitere Kreuzer bei Staatswerften gebaut wurden. Die Philomel war der letzte Kreuzer der Klasse und das zweite Schiff, das von der Marinewerft in Devonport gebaut wurde.
Die Schiffe der Pearl-Klasse verdrängten 2575 tn.l und erreichten mit künstlichem Zug eine Geschwindigkeit von 19 Knoten (kn). Sie galten als eine verbesserte Ausführung der Torpedokreuzer der Archer-Klasse. Die Hauptbewaffnung mit acht 12,0-cm-Geschützen zeichnete sich nur durch die Verwendung von Schnellfeuergeschützen aus, war aber kaum geeignet, im Kampf gegen Kriegsschiffe viel Erfolg zu erzielen.
Die vier auf den Staatswerften gebauten Schiffe der Klasse wurden 1889 begonnen und kamen bis zum Dezember 1892 in Dienst.

## Einsatzgeschichte
Die Philomel stellte am 10. November 1891 unter Captain Charles Campbell mit 221 Mann Besatzung für die Cape of Good Hope Station in Dienst.

### Einsätze an afrikanischen Küsten

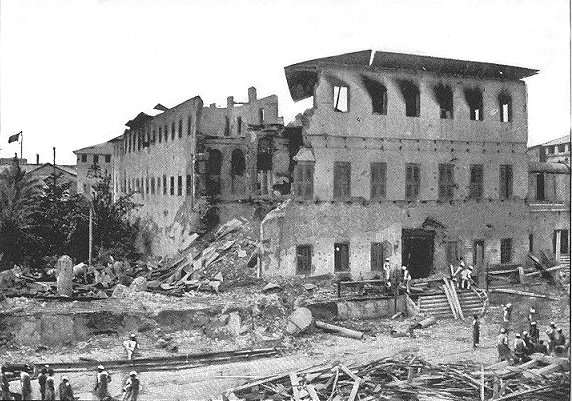
Teil des zerstörten Palastes

Sie unterstützte kleinere Bodenoperationen in Ostafrika, so im April 1893 in Lamu und im Sultanat Witu, und war 1896 an dem angeblich kürzesten Krieg der Weltgeschichte zwischen Sansibar und Großbritannien beteiligt. Er fand am 27. August 1896 ab 9 Uhr statt und dauerte 38 Minuten.
Nach dem Tod ihres Sultans Hâmid ibn Thuwainî war in Sansibar ein neuer Sultan gewählt worden, womit die Briten nicht einverstanden waren. Sie wollten einen ihnen genehmen Neffen des Verstorbenen durchsetzen. Die Philomel befand sich mit dem Kanonenboot HMS Trush bereits zwei Tage zuvor im Hafen von Sansibar, als der Sultan überraschend starb und dessen Neffe Chalid ibn Barghasch die Macht übernahm. Die Briten schickten ein weiteres Kanonenboot mit der HMS Sparrow in den Hafen und setzten Marinesoldaten an Land. Am folgenden Tag erschienen auch noch der Kreuzer HMS Racoon der Archer-Klasse und das Flaggschiff der Station, der Kreuzer 1. Klasse HMS St. George der Edgar-Klasse unter Konteradmiral Harry Rawson und die Briten forderten den Rückzug des Khalid´s bis zum nächsten Morgen 9:00 Uhr. Um 9:02 Uhr eröffneten Racoon, Thrush und Sparrow das Feuer auf den Palast und trafen sofort. Die hölzerne Yacht Glasgow, die ein britisches Geschenk an den Sultan war, versuchte Widerstand zu leisten und wurde sofort von der St. George versenkt, auch zwei Dampfboote wurden zerstört. Als um 9:40 Uhr der Palast brannte, kein gegnerisches Geschütz mehr schoss und die Flagge des Sultan nicht mehr über dem Palast wehte, beendeten die Briten das Feuer nach etwa 500 Schuss ihrer Schiffsgeschütze, über 4000 Schuss aus ihren Maschinengewehren und etwa 1000 Gewehrschüssen. Die Beschießung forderte etwa 300 Tote und 200 Verletzte. Auf britischer Seite gab es nur einen Verwundeten. Die Briten setzten Matrosen der St. George und der Philomel ein, um die Brände zu löschen und setzten den Neffen des Sultans und Khalid´s, Hammûd ibn Muhammad, als ihnen genehmen Sultan mit weiter eingeschränkten Rechten ein, dem nach seinem Tod sein in England erzogener Sohn folgte. Der aufständische Khalid konnte in das deutsche Konsulat fliehen und wurde vom deutschen Kreuzer Seeadler nach Deutsch-Ostafrika gebracht.

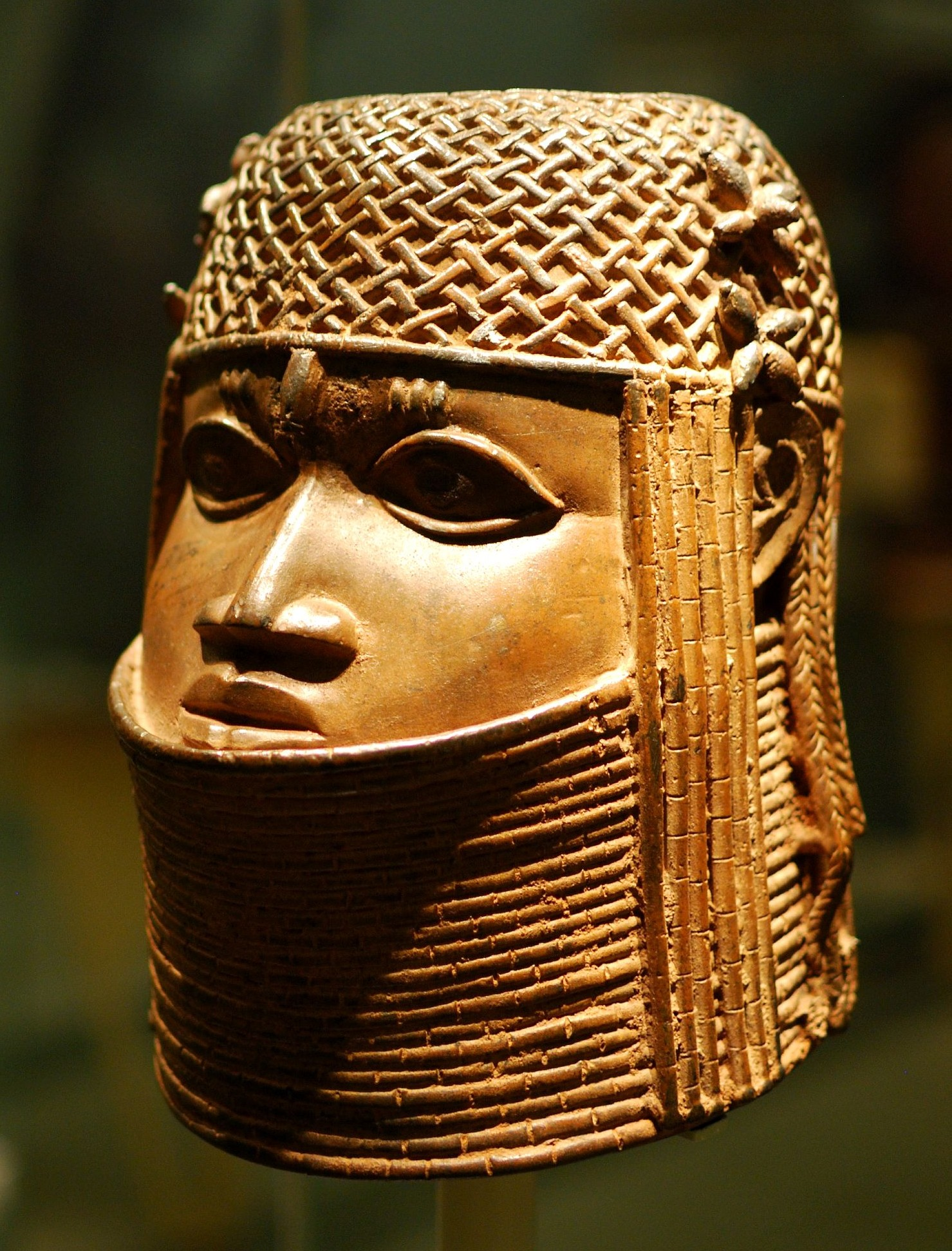
Eine Benin-Bronze

Zu Beginn des folgenden Jahres 1897 nahm die Philomel an der britischen Strafexpedition gegen Königreich Benin in Nigeria teil. Konflikte mit dem Königreich gab es schon länger und die Briten planten, die Macht des Königreiches zu brechen. Der Einsatz der Marine wurde durch das sogenannte Benin-Massaker ausgelöst, als der amtierende britische Konsul James Robert Phillips (RN) Ende 1896 eine friedliche Aufklärung der Lage im Königreich Benin versuchte, aber am 4. Januar 1897 von der Grenzwache Benins nahe Gwato angegriffen wurde. Nur zwei Offiziere der unbewaffneten Expedition konnten entkommen.
Der Befehlshaber der zuständigen Cape of Good Hope Station, Admiral Sir Harry Rawson, befahl den nahestehenden Schiffen seiner Station, sich in Brass an der Nigermündung zu konzentrieren, wo das Kanonenboot HMS Widgeon von Fernando Póo zuerst eintraf. Es folgten die kleinen Kreuzer des Geschwaders, die Schwesterschiffe HMS Phoebe, die schon vor Westafrika stand, und Philomel. Am 12. Januar 1897 wurde Rawson von der Admiralität eine massive Strafexpedition befohlen, die zur Gefangennahme des Königs und zur Zerstörung der Stadt Benin führen sollte. Er marschierte daher mit seinem Flaggschiff St. George zur Nigermündung und zog auch noch das Kanonenboot HMS Magpie und den Raddampfer HMS Alecto heran. Dazu wurden aus dem Mittelmeer die Kreuzer HMS Theseus und HMS Forte  und aus der Heimat das Transport-/Hospitalschiff Malacca und der kleine Kreuzer HMS Barrosa nach Nigeria befohlen.
Am 9. Februar 1897 begann der Einmarsch in das Königreich in drei Marschsäulen und insgesamt 1.200 Soldaten, zu denen noch 800 Träger kamen. Die Befehlshaber hatten den Auftrag, jedes Dorf in Benin niederzubrennen. Nach zehn Tagen hatten sich zwei Gruppen bis zur Stadt Benin durchgekämpft, die erobert, in Brand gesteckt und geplündert wurde. Der Kommandant der Philomel befehligte die Marschgruppe, die den Platz des Überfalls finden sollte und die vorgefundenen Reste beisetzte. Einiges der Kunst Benins, insbesondere die Bronzen, wurde dabei zerstört, über 2000 Kunstgegenstände wurden von der Admiralität beschlagnahmt und zur Finanzierung des Feldzuges genutzt. Dieser zu erwartende „Ertrag“ wurde auch vom Opfer des Massakers, Phillips, bei seinen vielfältigen Einmarschplänen immer betont. Der Feldzug kostete die Briten nur 10 Tote und 32 Verletzte. Allerdings erkrankten nach der Rückkehr auf die Schiffe noch viele Matrosen am Fieber. Die als Transport- und Lazarettschiff eingesetzte Malacca hatte erstmals auch drei Krankenschwestern an Bord. Der König von Benin, Ovonramwen, wurde erst später gefangen genommen und bis zu seinem Tode im Jahr 1914 festgehalten.
Nach dem Benin-Einsatz ging die Philomel zur Überholung nach England, kehrte aber schon 1899 wieder nach Südafrika zurück. Während des Zweiten Burenkriegs stellte sie Marinesoldaten, Matrosen und zwei Geschütze an Land ab. Letztere zeichneten sich vor allem bei Colenso aus, bevor Ladysmith befreit werden konnte. Der Kommandant der Philomel, Captain Bearcroft, befehligte zeitweise eine naval brigade unter Roberts. Am 22. März 1902 wurde die zurückgekehrte Philomel dann in Devonport außer Dienst gestellt. Danach lag sie fünf Jahre im Firth of Forth in Reserve.

### Erneuter Einsatz für die Royal Navy 1908–1913
Nach einer Überholung wurde die Philomel am 1. Februar 1908 für die Division im Roten Meer der Mittelmeerflotte wieder in Dienst gestellt. Als sich Ende des Jahres das Große Erdbeben in Messina ereignete, lag der Kreuzer gerade in Malta. Innerhalb weniger Stunden lief er mit Ärzten und Krankenschwestern aus, um in Reggio Calabria ein Notlazarett aufzubauen. Danach nahm sie aktiv an der Evakuierung von Geretteten aus Messina teil.

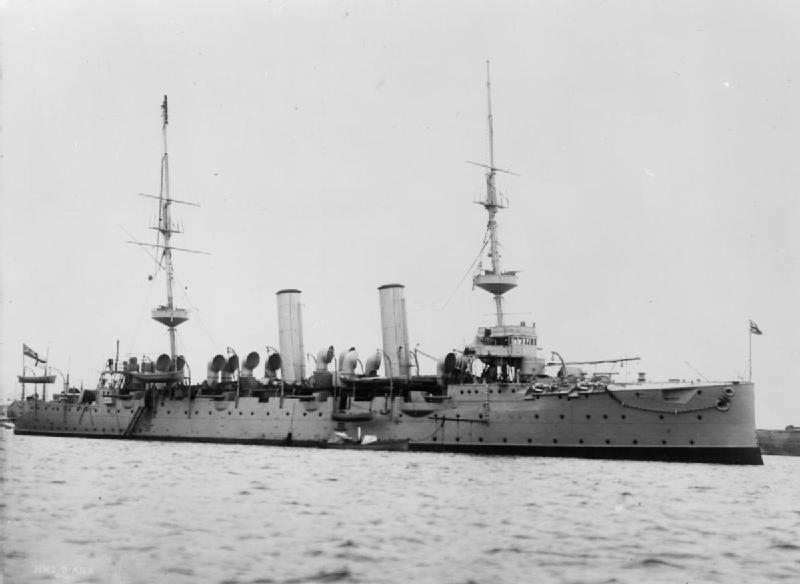
Der Kreuzer Diana der Eclipse-Klasse

Anfang 1909 ging der Kreuzer wieder ins Rote Meer und bis nach Aden, wo sie die Royal West Surreys und andere Truppen an Bord nahm, die Unruhen im Somaliland unterdrücken sollten. Ab dem 19. Januar unterstützte die Philomel Landungen bei Berbera und Lashkori, gab eigene Soldaten an Land ab und überwachte die Küste, um eine etwaige Waffenzufuhr zu unterbinden. Vor ihr waren die HMS Fox und HMS Proserpine dort im Einsatz gewesen. Philomel blieb bis Ende Juni im Somaliland-Einsatz und wurde im Februar und März von der HMS Diana, dann bis Mitte Mai von der HMS Barham unterstützt.
Mit einer weitgehend getauschten Mannschaft wurde die Philomel 1909 zur East Indies Station versetzt, wo sie Anfang Oktober 1909 zuletzt mit der Hyacinth nochmals vor Somaliland eingesetzt wurde und dann vor allem gegen Waffenschmuggler im Persischen Golf vorging.
1913 gab die Admiralität die Philomel nach Neuseeland als seegehendes Schulschiff ab, um mit ihr den Kern einer New Zealand Division der Royal Navy zu schaffen. Am 15. Juli 1914 wurde sie in Wellington unter Captain Percival Hall-Thompson, RN, dem Marineberater der neuseeländischen Regierung, in Dienst gestellt.

### Einsatz im Weltkrieg als neuseeländisches Schiff
Die gerade in Dienst gestellte Philomel befand sich mit ihren ersten Rekruten auf einer Erprobungsfahrt in Picton an den Marlborough Sounds, als die Funknachricht vom bevorstehenden Krieg sie erreichte. Sie lief zurück nach Wellington, ergänzte die Besatzung durch Reservisten und lief weiter nach Auckland, wo sie mit den Stationskreuzern Psyche und Pyramus zusammentraf. Am 15. August verließen die drei Kreuzer mit den Dampfern Moeraki (4.392 BRT, 1902, 14,5 kn) und Monowai (3.433 BRT, 1890, 13 kn) der Union Steamship Co of New Zealand Ltd und einem Expeditionskorps von 1413 Personen Auckland, um die deutsche Kolonie Samoa gemäß den Wünschen der britischen Führung zu besetzen. Die Neuseeländer liefen erst Nouméa an, wo sie mit dem Schlachtkreuzer Australia, der Melbourne und dem französischen Panzerkreuzer Montcalm zusammentrafen, die ihnen Sicherung gegen das deutsche Kreuzergeschwader unter Maximilian von Spee geben sollten, das sich ebenfalls in der Südsee befand. Über Suva traf der Geleitzug am 30. August vor Apia ein und die Neuseeländer konnten die deutsche Kolonie widerstandslos besetzen.
Die Schiffe verließen Samoa sofort wieder. Die Philomel besuchte den König von Tonga in Nukualofa vom 3. bis 7. September, um ihn über den Krieg zu informieren. Nach der Aufnahme eines deutschen Funksignals lief sie zurück nach Neuseeland und erreichte Auckland am 12. September. Zwei Tage später erschienen die deutschen Panzerkreuzer Scharnhorst und Gneisenau tatsächlich vor Apia, liefen aber wieder ab, als sie erkannten, das der Hafen nicht mehr in deutscher Hand war. Sie griffen darauf Papeete an.
Als nächste Aufgabe begleitete die Philomel zusammen mit den Kreuzern Minotaur, Psyche, Pyramus und der japanischen Ibuki die zehn Transporter mit der New Zealand Expeditionary Force für Ägypten ab dem 16. Oktober von Wellington bis Albany. Sie verließ den Truppentransport am 28. zusammen mit der Pyramus, um nach Singapur zu laufen, von wo sie drei französische Transporter nach Aden begleitete. Von dort überwachte sie die von den Türken gehaltene jemenitische Küste und setzte am 9. Dezember erstmals ihre Waffen ein, als sie eine Ansammlung von Dhaus im Hafen von Mokka zerstörte.
Um ihren Aufgaben gerecht zu werden, sollte die Philomel in Suez überholt werden, wo sie am 12. Dezember eintraf. Der Umfang der notwendigen Arbeiten war dort nicht zu leisten, so dass die Überholung in Malta erfolgen sollte.
Die Befürchtung eines osmanischen Angriffs auf den Sueskanal führte zum vorläufigen Verbleib in Suez. Am 24. Dezember setzte der Kreuzer seine Fahrt fort und begleitete als einziges Kriegsschiff vom 25. Dezember 1914 neun große Transporter von Port Said nach Malta. In Malta war sie das einzige Kriegsschiff unter britischer Flagge; der Hafen war gefüllt mit französischen Schiffen, die von dort die Abriegelung der Adria organisierten. Am 29. Januar 1915 verließ die instandgesetzte Philomel Malta wieder nach Port Said. Sie sollte jetzt im östlichen Mittelmeer zum Einsatz kommen. Nach Aufnahme von Agenten und Aufklärungsoffizieren in Zypern erreichte sie am 5. Februar İskenderun, um insbesondere Überfälle auf die Eisenbahn zu organisieren. Am 8. Februar 1915 geriet ein 17-köpfiger Landungstrupp in ein Gefecht mit türkischen Truppen, bei dem drei Seeleute fielen und drei weitere verwundet wurden. Es waren die ersten gefallenen Neuseeländer des Weltkriegs. Die Philomel wurde vor Iskendrun (damals Alexandretta) vom neu eingetroffenen Panzerkreuzer HMS Bacchante abgelöst und kehrte nach Ägypten zurück. Sie sollte zwei Flusskanonenboote nach Mesopotamien schleppen, was scheiterte, da beide schon nach kurzer Zeit sanken. Trotz der geladenen Ausrüstung für Mesopotamien wurde das Schiff in Aden festgehalten, um Unruhen in Somaliland zu bekämpfen, wo das Schiff schon 1909 im Einsatz gewesen war. Sie verlegte nochmals nach Ägypten zurück, wo der Angriff der Senussi aus dem eigentlich neutralen italienischen Kyrenaika Sicherungskräfte an der westlichen Mittelmeerküste erforderte.
Im Juli 1915 verlegte die Philomel durch das Rote Meer nach Aden, wo die Türken den britischen Stützpunkt angriffen. Sie setzte ein Landungskorps ein, das die Stadt verteidigen half und hatte erneut drei Gefallene zu beklagen. Nach der Abwehr des türkischen Angriffs verlegte die Philomel in den Persischen Golf, wo sie bis 1917 Sicherungsfahrten durchführte und zweimal in Bombay überholt wurde. Anfang 1917 war der Kreuzer so abgenutzt, dass eine langwierige und teure Überholung notwendig war. Darauf wurde jedoch verzichtet und die Philomel kehrte im April 1917 nach Wellington zurück, wo sie außer Dienst gestellt und abgerüstet wurde. Ihre Kanonen dienten zur Bewaffnung neuseeländischer Handelsschiffe.
Sie wurde dann Depotschiff für die Minensucher, die nach den vom deutschen Hilfskreuzer Wolf zwischen Three Kings Islands und Farewell Spit gelegten Minen suchten.

## Endschicksal derPhilomel
Die New Zealand Division der Royal Navy entstand 1921, als die Chatham aus England eintraf. Sie begleitete 1922 die Philomel auf ihrer letzten Reise mit eigener Kraft von Wellington nach Auckland, wo sie im Devonport Dockyard verankert wurde und der Schuleinrichtung und dem Depot ihren Namen gab. Als 1941 die Royal New Zealand Navy entstand, wurde der alte Kreuzer, der das erste von Neuseeland eingesetzte Kriegsschiff war, noch in Philomel umbenannt. Am 16. Januar 1947 wurde er dann endgültig gestrichen. Er wurde in Coromel abgebrochen, wobei auch viele Andenken produziert wurden. Die Rumpfschale lohnte den Abbruch nicht, so dass der Rest des Schiffes im August 1949 in See geschleppt und versenkt wurde.